# Hugo Guimarães Silva Santos Almeida
Hugo Guimarães Silva Santos Almeida (født 6. januar 1986) er en brasiliansk fodboldspiller.